# Košický Klečenov
Košický Klečenov es un municipio del distrito de Košice-okolie en la región de Košice, Eslovaquia, con una población estimada a final del año 2024 de 309 habitantes.
Se encuentra ubicado en el centro de la región, en la cuenca hidrográfica del río Sajó (afluente derecho del Tisza) y cerca de la frontera con la región de Prešov y con Hungría.

## Demografía
| Año        | 1994 | 2004     | 2014    | 2024     |
| ---------- | ---- | -------- | ------- | -------- |
| Población  | 222  | 267      | 280     | 309      |
| Diferencia |      | +20,27 % | +4,86 % | +10,35 % |

| Año        | 2023 | 2024    |
| ---------- | ---- | ------- |
| Población  | 311  | 309     |
| Diferencia |      | −0,64 % |